# 埃拉-莱辛
埃拉-莱辛是德国下萨克森州的一个市镇。总面积56.09平方公里，总人口1638人，其中男性811人，女性827人（2011年12月31日），人口密度29人/平方公里。